# 扎布里季 (大別列茲尼區)
48°55′24″N 22°27′42″E / 48.92333°N 22.46167°E
扎布里季（烏克蘭語：Забрідь）是烏克蘭西部的村莊，隸屬外喀爾巴阡州的烏日霍羅德區。該村始建於1360年，面積1,014平方公里，海拔高度218米，2001年人口1,250，人口密度每平方公里1.23人。